# Gulasch

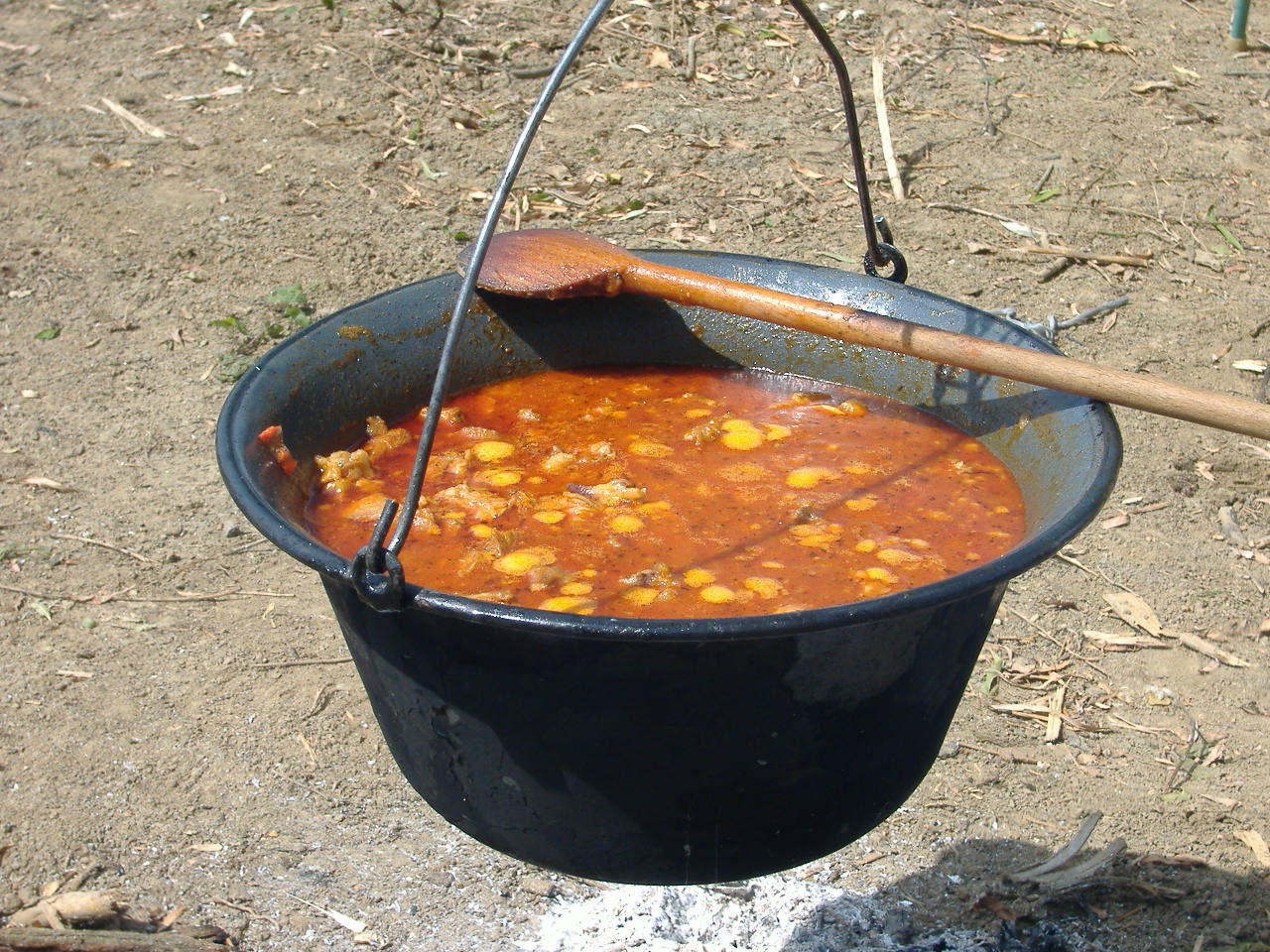
Ungersk gulaschgryta.

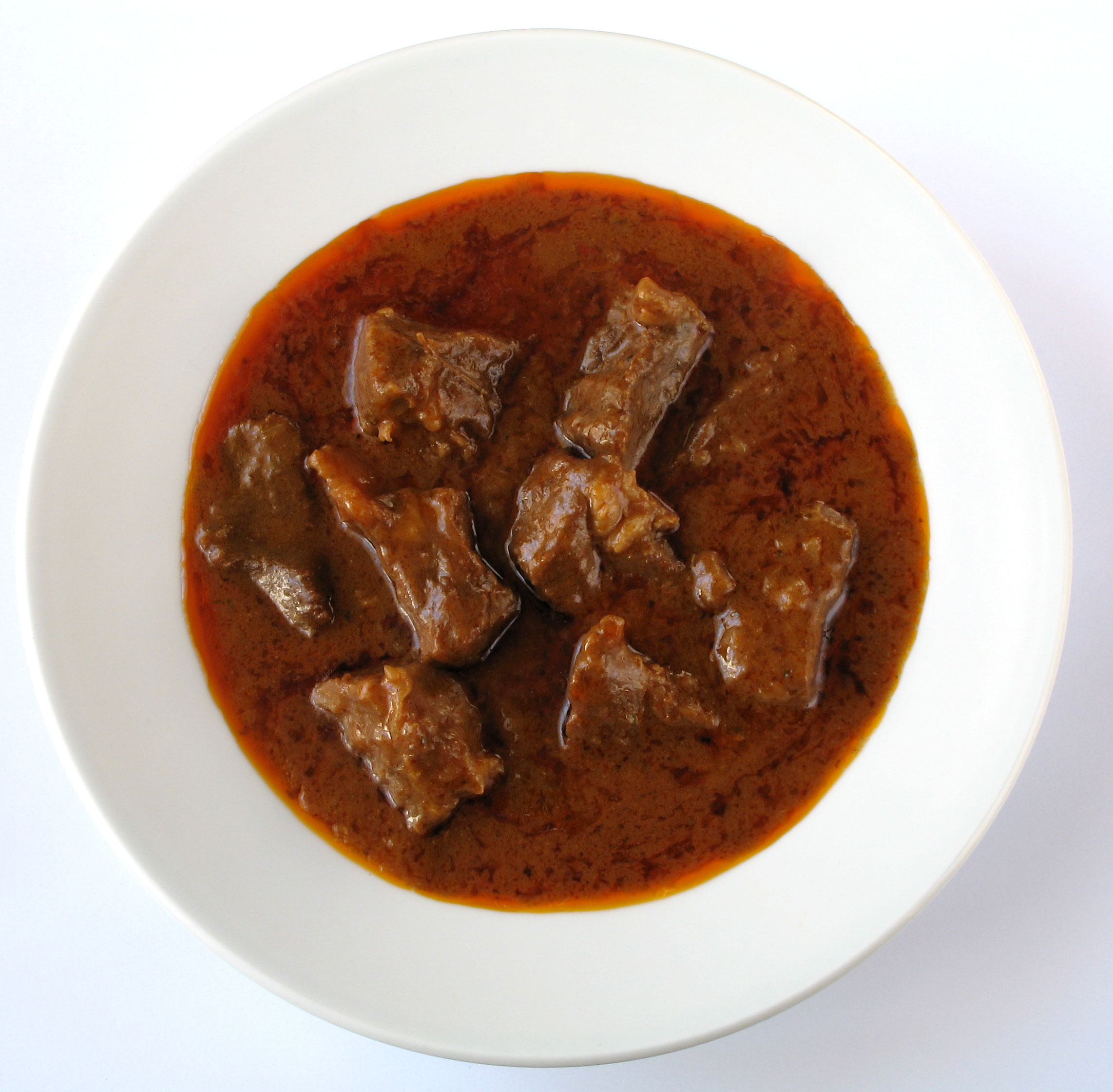
Ungersk gulasch.

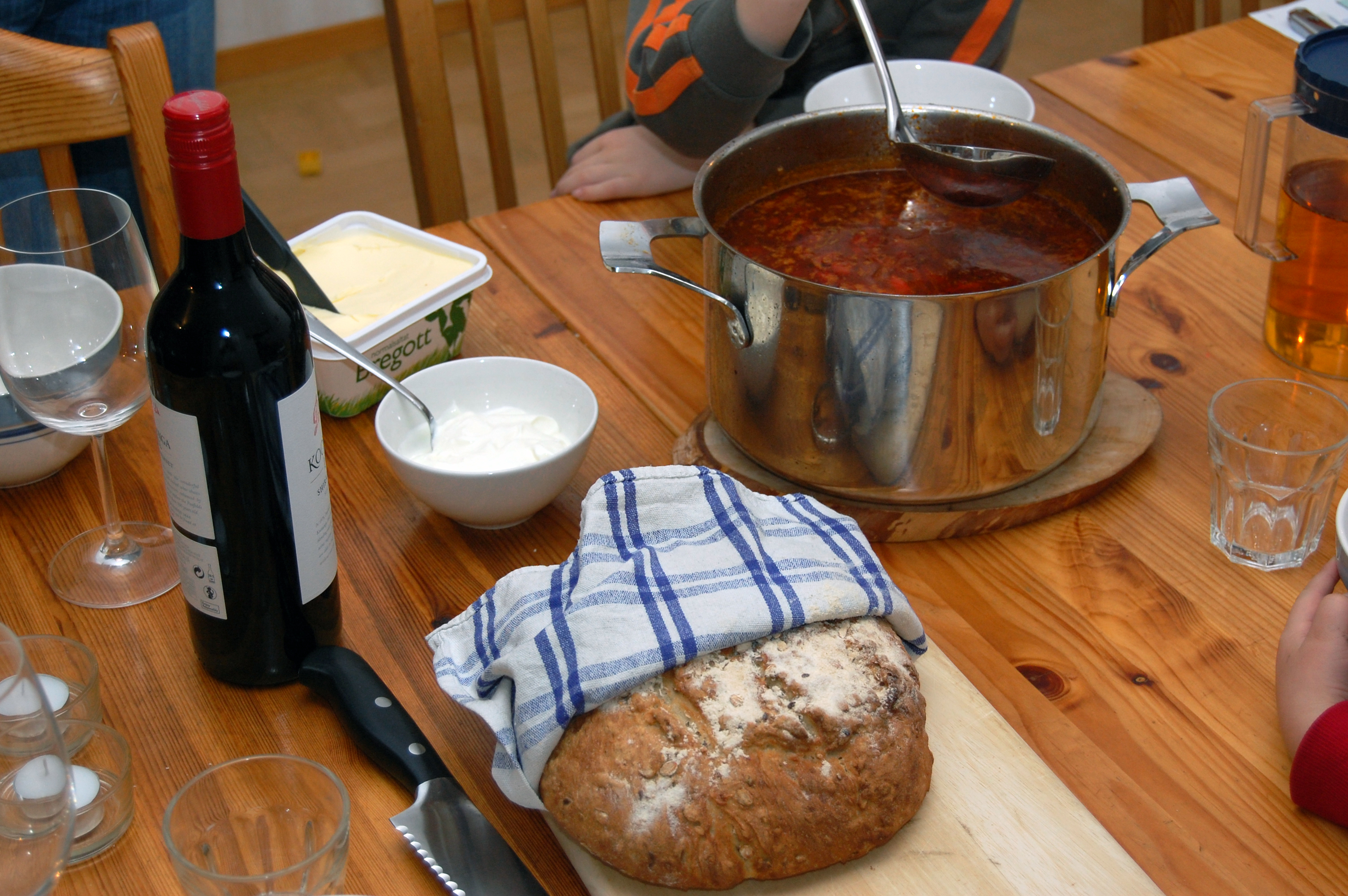
Gulaschsoppa i Sverige med nybakat bröd och vin.

Ungersk gulasch, ofta bara kallad gulasch, är en kryddig köttsoppa eller köttgryta med ursprung från Ungern. Den finns i många varianter.
Gulaschsoppa är Ungerns nationalrätt. I ursprungslandet serveras den som soppa. I övriga Europa är gulaschgryta en populär variant, som exempel har Österrike, Tjeckien och Slovakien sina egna varianter och gör en gryta, som kan serveras med knödel eller gnocchi. Gulasch[soppa] är ursprungligen från Ungern, men förut var Österrike, Tjeckoslovakien bland annat en del av Österrikiska/Ungerska imperiet och dessa länder har influerat varandra med maten, därför har dessa länder sin egen variant och många maträtter som är lika. Så denna maträtt är en centraleuropeisk maträtt ursprungligen, som senare kring 1800-talet spred sig till övriga Europa och maträtten lagas nu även nere i Balkan. 
Recepten på gulasch kan variera ganska kraftigt i ursprungslandet och övriga Centraleuropa. Gulasch kan tillagas med oxkött eller fläsk, i den klassiska varianten har man oftast alla köttsorterna.
Paprikapulver, lök och kummin används som traditionell smaksättning, men även svartpepparkorn och lagerblad, timjan, oregano och persilja. Potatis används ofta i gulaschsoppan, men den kan även tillagas med små pastasorter. Morötter, palsternacka, röd eller grön paprika och selleri är grönsaker som används i gulaschsoppan. En under alla förhållanden gemensam nämnare sägs ofta vara att gulaschen innehåller paprika och kummin.
I Sverige kallas ibland (även i kokböcker) pörkölt felaktigt för gulasch. Pörkölt är en liknande, lite tjockare gryta lagad med kött och det används oftast samma kryddor, dock inte kummin. I Ungern serveras gulasch traditionellt med csipetke eller spätzle, en typ av hemgjord pasta som får koka med i soppan.